# Pedro Montt
Pedro Elías Pablo Montt Montt (Santiago do Chile, 29 de junho de 1849 — Bremen, 16 de agosto de 1910) foi um político e advogado chileno. Governou o país entre 1906 e 1910.

## Biografia
Filho do ex-presidente chileno Manuel Montt Torres e Rosario Montt Goyenechea, Pedro Montt formou-se em direito pelo Instituto Nacional em 1870. Foi eleito membro da Câmara dos Deputados em 1876 e tornou-se seu presidente em 1885. Montt ocupou dois cargos no gabinete do presidente José Manuel Balmaceda, mas em 1891 participou ativamente da revolução que derrubou Balmaceda. Ele então foi para os Estados Unidos, primeiro como agente da junta revolucionária e depois (após o reconhecimento dos EUA) como ministro.
Ele foi o líder indiscutível do Partido Nacional, que passou de apoiante do autoritarismo presidencial a defensor do sistema parlamentar, com Montt participando do lado revolucionário contra Balmaceda na guerra civil chilena de 1891.
Apresentou, sem sucesso, a sua candidatura presidencial em 1901. Em 1906 foi eleito presidente, liderando um movimento conhecido como "regeneracionismo", apresentando-se ao público como o único homem capaz de pôr fim aos excessos do regime parlamentar e à crise moral denunciada na época.
Como presidente, Montt buscou sem sucesso um retorno ao sistema do padrão-ouro e o fim das questões monetárias. A falta de apoio político, os efeitos do terremoto de 1906, a crise econômica internacional e sua progressiva deterioração física significaram o fracasso de seu esforço regenerativo, cujo principal sintoma foi o massacre do Colégio Santa María de Iquique em 1907.
Seu maior legado material foi a ferrovia longitudinal, que ligava o norte do Chile às províncias do sul até Puerto Montt. O presidente não conseguiu vê-lo concluído, pois morreu antes do final de seu mandato presidencial.